# Virginia Slims World Championship Series 1986
Il Virginia Slims World Championship Series 1986 è iniziato il 9 dicembre con L'ASB Classic e si è concluso il 14 dicembre con la finale del Brasil Open.
Nel 1986 la Virginia Slims continuò ad organizzare un unico tour mondiale del tennis femminile

## Dicembre 1985
| Settimana  | Torneo                                                           | Vincitrici                         | Finaliste                        | Semifinaliste                    | Eliminate ai quarti                                               |
| ---------- | ---------------------------------------------------------------- | ---------------------------------- | -------------------------------- | -------------------------------- | ----------------------------------------------------------------- |
| 9 dicembre | ASB Classic 1986 Auckland, Nuova Zelanda Erba Singolare - Doppio | Anne Hobbs 6-3, 6-1                | Louise Field                     | Beth Norton Anna-Maria Fernández | Stephanie Faulkner Lea Antonoplis Julie Richardson Candy Reynolds |
| 9 dicembre | ASB Classic 1986 Auckland, Nuova Zelanda Erba Singolare - Doppio | Anne Hobbs Candy Reynolds 6-1, 6-3 | Lea Antonoplis Adriana Villagrán | Beth Norton Anna-Maria Fernández | Stephanie Faulkner Lea Antonoplis Julie Richardson Candy Reynolds |

## Gennaio
| Settimana  | Torneo                                                                                        | Vincitrici                                  | Finaliste                                   | Semifinaliste                        | Eliminate ai quarti                                              |
| ---------- | --------------------------------------------------------------------------------------------- | ------------------------------------------- | ------------------------------------------- | ------------------------------------ | ---------------------------------------------------------------- |
| 6 gennaio  | Virginia Slims of Washington 1986 Fairfax, USA Sintetico indoor Singolare - Doppio            | Martina Navrátilová 4–6, 6–1, 6–4           | Claudia Kohde Kilsch                        | Pam Shriver Kathy Rinaldi            | Bonnie Gadusek Helena Suková Jo Durie Helen Kelesi               |
| 6 gennaio  | Virginia Slims of Washington 1986 Fairfax, USA Sintetico indoor Singolare - Doppio            | Martina Navrátilová Pam Shriver 6-3, 6-4    | Claudia Kohde Kilsch Helena Suková          | Pam Shriver Kathy Rinaldi            | Bonnie Gadusek Helena Suková Jo Durie Helen Kelesi               |
| 13 gennaio | Virginia Slims of New England gennaio 1986 Worcester, USA Sintetico indoor Singolare - Doppio | Martina Navrátilová 6-1, 6-4                | Pam Shriver                                 | Claudia Kohde Kilsch Manuela Maleeva | Zina Garrison Bettina Bunge Helena Suková Bonnie Gadusek         |
| 13 gennaio | Virginia Slims of New England gennaio 1986 Worcester, USA Sintetico indoor Singolare - Doppio | Martina Navrátilová Pam Shriver 6-3, 6-4    | Claudia Kohde Kilsch Helena Suková          | Claudia Kohde Kilsch Manuela Maleeva | Zina Garrison Bettina Bunge Helena Suková Bonnie Gadusek         |
| 20 gennaio | Virginia Slims of Kansas 1986 Wichita, USA Sintetico (indoor) Singolare - Doppio              | Wendy White 6-1, 6-7, 6-2                   | Betsy Nagelsen                              | Ann Henricksson Marcella Mesker      | Akiko Kijimuta Kate Gompert Camille Benjamin Anne Smith          |
| 20 gennaio | Virginia Slims of Kansas 1986 Wichita, USA Sintetico (indoor) Singolare - Doppio              | Kathy Jordan Candy Reynolds 6-1, 7-6        | Jennifer Mundel-Reinbold Molly Van Nostrand | Ann Henricksson Marcella Mesker      | Akiko Kijimuta Kate Gompert Camille Benjamin Anne Smith          |
| 27 gennaio | Virginia Slims of Florida 1986 Key Biscayne, Florida, USA Cemento Singolare - Doppio          | Chris Evert-Lloyd 6-3, 6-1                  | Steffi Graf                                 | Manuela Maleeva Bonnie Gadusek       | Stephanie Rehe Gabriela Sabatini Kathleen Horvath Wendy Turnbull |
| 27 gennaio | Virginia Slims of Florida 1986 Key Biscayne, Florida, USA Cemento Singolare - Doppio          | Kathy Jordan Elizabeth Smylie 7-6, 2-6, 6-2 | Betsy Nagelsen Barbara Potter               | Manuela Maleeva Bonnie Gadusek       | Stephanie Rehe Gabriela Sabatini Kathleen Horvath Wendy Turnbull |

## Febbraio
| Settimana   | Torneo                                                                                   | Vincitrici                                    | Finaliste                        | Semifinaliste                     | Eliminate ai quarti                                         |
| ----------- | ---------------------------------------------------------------------------------------- | --------------------------------------------- | -------------------------------- | --------------------------------- | ----------------------------------------------------------- |
| 10 febbraio | Miami Open 1986 Boca Raton, USA Cemento Singolare - Doppio                               | Chris Evert-Lloyd 6-4, 6-2                    | Steffi Graf                      | Kathy Rinaldi Helena Suková       | Terry Phelps Carling Bassett Barbara Potter Zina Garrison   |
| 10 febbraio | Miami Open 1986 Boca Raton, USA Cemento Singolare - Doppio                               | Pam Shriver Helena Suková 6-2, 6-3            | Chris Evert-Lloyd Wendy Turnbull | Kathy Rinaldi Helena Suková       | Terry Phelps Carling Bassett Barbara Potter Zina Garrison   |
| 24 febbraio | Virginia Slims of California 1986 Oakland, USA Sintetico (indoor) Singolare - Doppio     | Chris Evert-Lloyd 6-2, 6-4                    | Kathy Jordan                     | Martina Navrátilová Helena Suková | Zina Garrison Wendy White Alycia Moulton Wendy Turnbull     |
| 24 febbraio | Virginia Slims of California 1986 Oakland, USA Sintetico (indoor) Singolare - Doppio     | Hana Mandlíková Wendy Turnbull 7-6, 6-1       | Bonnie Gadusek Helena Suková     | Martina Navrátilová Helena Suková | Zina Garrison Wendy White Alycia Moulton Wendy Turnbull     |
| 24 febbraio | Virginia Slims of Oklahoma 1986 Oklahoma City, USA Sintetico (indoor) Singolare - Doppio | Marcella Mesker 6-4, 4-6, 6-3                 | Lori McNeil                      | Beth Herr Candy Reynolds          | Kathleen Horvath Laura Gildemeister Nathalie Herreman Hu Na |
| 24 febbraio | Virginia Slims of Oklahoma 1986 Oklahoma City, USA Sintetico (indoor) Singolare - Doppio | Marcella Mesker Pascale Paradis 2-6, 7-6, 6-1 | Lori McNeil Catherine Suire      | Beth Herr Candy Reynolds          | Kathleen Horvath Laura Gildemeister Nathalie Herreman Hu Na |

## Marzo
| Settimana | Torneo                                                                                    | Vincitrici                                       | Finaliste                          | Semifinaliste                                                      | Eliminate ai quarti |
| --------- | ----------------------------------------------------------------------------------------- | ------------------------------------------------ | ---------------------------------- | ------------------------------------------------------------------ | --- |
| 3 marzo   | US Indoors 1986 Princeton, USA Sintetico indoor Singolare - Doppio                        | Martina Navrátilová 3-6, 6-0, 7-6                | Helena Suková                      | Pam Shriver Hana Mandlíková                                        | Alycia Moulton Dianne Balestrat Terry Phelps Kathy Jordan                                                                |
| 3 marzo   | US Indoors 1986 Princeton, USA Sintetico indoor Singolare - Doppio                        | Kathy Jordan Elizabeth Smylie 7-5, 6-2           | Hana Mandlíková Helena Suková      | Pam Shriver Hana Mandlíková                                        | Alycia Moulton Dianne Balestrat Terry Phelps Kathy Jordan                                                                |
| 3 marzo   | Virginia Slims of Pennsylvania 1986 Hershey, USA Sintetico indoor Singolare - Doppio      | Janine Thompson 6-1 6-4                          | Catherine Suire                    |                                                                    | |
| 3 marzo   | Virginia Slims of Pennsylvania 1986 Hershey, USA Sintetico indoor Singolare - Doppio      | Candy Reynolds Anne Smith 7–6, 6–1               | Sandy Collins Kim Sands            |                                                                    | |
| 10 marzo  | Virginia Slims of Dallas 1986 Dallas, USA Sintetico indoor Singolare - Doppio             | Martina Navrátilová 6-2, 6-1                     | Chris Evert-Lloyd                  | Hana Mandlíková Kathy Rinaldi                                      | Helena Suková Robin White Stephanie Rehe Zina Garrison                                                                   |
| 10 marzo  | Virginia Slims of Dallas 1986 Dallas, USA Sintetico indoor Singolare - Doppio             | Claudia Kohde Kilsch Helena Suková 4-6, 7-5, 6-4 | Hana Mandlíková Wendy Turnbull     | Hana Mandlíková Kathy Rinaldi                                      | Helena Suková Robin White Stephanie Rehe Zina Garrison                                                                   |
| 17 marzo  | Virginia Slims Championships marzo 1986 New York, USA Sintetico indoor Singolare - Doppio | Martina Navrátilová 6-2, 6-0, 3-6, 6-2           | Hana Mandlíková                    | Steffi Graf Chris Evert-Lloyd                                      | Bonnie Gadusek Pam Shriver Claudia Kohde Kilsch Helena Suková                                                            |
| 17 marzo  | Virginia Slims Championships marzo 1986 New York, USA Sintetico indoor Singolare - Doppio | Hana Mandlíková Wendy Turnbull 6-4, 6(4)–7, 6-3  | Claudia Kohde Kilsch Helena Suková | Steffi Graf Chris Evert-Lloyd                                      | Bonnie Gadusek Pam Shriver Claudia Kohde Kilsch Helena Suková                                                            |
| 24 marzo  | Virginia Slims of Arizona 1986 Phoenix, USA Cemento Singolare - Doppio                    | Beth Herr 6-2, 7-5                               | Ann Henricksson                    | Peanut Louie Claudia Porwik                                        | Camille Benjamin Hu Na Jennifer Mundel Tina Mochizuki                                                                    |
| 24 marzo  | Virginia Slims of Arizona 1986 Phoenix, USA Cemento Singolare - Doppio                    | Susan Mascarin Betsy Nagelsen 6-4, 5-7, 6-4      | Linda Gates Alycia Moulton         | Peanut Louie Claudia Porwik                                        | Camille Benjamin Hu Na Jennifer Mundel Tina Mochizuki                                                                    |
| 28 marzo  | World Doubles Championships 1986 Nashville, USA 175 000 $ - Sintetico (i) - 8D Doppio     | Barbara Potter Pam Shriver 6-4, 6-3              | Kathy Jordan Elizabeth Smylie      | Hana Mandlíková / Wendy Turnbull Svetlana Černeva / Larisa Neiland | Rosalyn Fairbank / Candy Reynolds Mary Lou Daniels / Anne White Elise Burgin / Sharon Walsh Gigi Fernández / Robin White |
| 31 marzo  | WTA Tournament of Champions 1986 Marco Island, USA Terra rossa Singolare - Doppio         | Chris Evert 6-4 6-2                              | Claudia Kohde Kilsch               |                                                                    | |
| 31 marzo  | WTA Tournament of Champions 1986 Marco Island, USA Terra rossa Singolare - Doppio         | Martina Navrátilová Andrea Temesvári 7–5, 6–2    | Kathy Jordan Elise Burgin          |                                                                    | |

## Aprile
| Settimana | Torneo                                                                             | Vincitrici                                       | Finaliste                            | Semifinaliste                        | Eliminate ai quarti                                                     |
| --------- | ---------------------------------------------------------------------------------- | ------------------------------------------------ | ------------------------------------ | ------------------------------------ | ----------------------------------------------------------------------- |
| 7 aprile  | Family Circle Cup 1986 Hilton Head, USA Terra verde Singolare - Doppio             | Steffi Graf 6-4, 7-5                             | Chris Evert-Lloyd                    | Stephanie Rehe Hana Mandlíková       | Helena Suková Sabrina Goleš Manuela Maleeva Gabriela Sabatini           |
| 7 aprile  | Family Circle Cup 1986 Hilton Head, USA Terra verde Singolare - Doppio             | Chris Evert-Lloyd Anne White 6-3, 6-3            | Steffi Graf Catherine Tanvier        | Stephanie Rehe Hana Mandlíková       | Helena Suková Sabrina Goleš Manuela Maleeva Gabriela Sabatini           |
| 14 aprile | Bausch & Lomb Championships 1986 Amelia Island, USA Terra verde Singolare - Doppio | Steffi Graf 6-4, 5-7, 7-6                        | Claudia Kohde Kilsch                 | Kathy Rinaldi Gabriela Sabatini      | Laura Gildemeister Helena Suková Manuela Maleeva Angelikí Kanellopoúlou |
| 14 aprile | Bausch & Lomb Championships 1986 Amelia Island, USA Terra verde Singolare - Doppio | Claudia Kohde Kilsch Helena Suková 6-2, 5-7, 7-6 | Gabriela Sabatini Catherine Tanvier  | Kathy Rinaldi Gabriela Sabatini      | Laura Gildemeister Helena Suková Manuela Maleeva Angelikí Kanellopoúlou |
| 21 aprile | WTA South Carolina 1986 Charleston, USA Terra rossa Singolare - Doppio             | Elise Burgin 6-1, 6-3                            | Tine Scheuer-Larsen                  | Laura Gildemeister Catherine Tanvier | Neige Dias Susan Mascarin Debbie Spence Carolin Drescher                |
| 21 aprile | WTA South Carolina 1986 Charleston, USA Terra rossa Singolare - Doppio             | Sandra Cecchini Sabrina Goleš 4-6, 6-0, 6-3      | Laura Gildemeister Marcela Skuherská | Laura Gildemeister Catherine Tanvier | Neige Dias Susan Mascarin Debbie Spence Carolin Drescher                |
| 28 aprile | US Clay Court Championships 1986 Indianapolis, USA Terra rossa Singolare - Doppio  | Steffi Graf 2-6, 7-6, 6-4                        | Gabriela Sabatini                    | Mercedes Paz Manuela Maleeva         | Terry Phelps Melissa Gurney Robin White Regina Maršíková                |
| 28 aprile | US Clay Court Championships 1986 Indianapolis, USA Terra rossa Singolare - Doppio  | Steffi Graf Gabriela Sabatini 6-2, 6-0           | Gigi Fernández Robin White           | Mercedes Paz Manuela Maleeva         | Terry Phelps Melissa Gurney Robin White Regina Maršíková                |

## Maggio
| Settimana             | Torneo                                                                            | Vincitrici                                         | Finaliste                            | Semifinaliste                        | Eliminate ai quarti                                                 |
| --------------------- | --------------------------------------------------------------------------------- | -------------------------------------------------- | ------------------------------------ | ------------------------------------ | ------------------------------------------------------------------- |
| 5 maggio              | Barcelona Ladies Open 1986 Barcellona, Spagna Terra rossa Singolare - Doppio      | Petra Huber 7-6, 6-0                               | Laura Garrone                        | Arantxa Sánchez Vicario Pat Medrado  | Nathalie Herreman Mercedes Paz Carina Karlsson Isabelle Demongeot   |
| 5 maggio              | Barcelona Ladies Open 1986 Barcellona, Spagna Terra rossa Singolare - Doppio      | Iva Budařová Catherine Tanvier 6-2, 6-1            | Nathalie Herreman Corrinne Vanier    | Arantxa Sánchez Vicario Pat Medrado  | Nathalie Herreman Mercedes Paz Carina Karlsson Isabelle Demongeot   |
| 5 maggio              | Virginia Slims of Houston 1986 Houston, Texas, USA Terra rossa Singolare - Doppio | Chris Evert-Lloyd 6-4, 2-6, 6-4                    | Kathy Rinaldi                        | Laura Gildemeister Pam Casale        | Kate Gompert Wendy White Zina Garrison Wendy Turnbull               |
| 5 maggio              | Virginia Slims of Houston 1986 Houston, Texas, USA Terra rossa Singolare - Doppio | Chris Evert-Lloyd Wendy Turnbull 6-2, 7-6          | Zina Garrison Kathy Rinaldi          | Laura Gildemeister Pam Casale        | Kate Gompert Wendy White Zina Garrison Wendy Turnbull               |
| 12 maggio             | WTA German Open 1986 Berlino, Germania Terra rossa Singolare - Doppio             | Steffi Graf 6-2, 6-3                               | Martina Navrátilová                  | Claudia Kohde Kilsch Hana Mandlíková | Jo Durie Petra Huber Bettina Bunge Andrea Temesvári                 |
| 12 maggio             | WTA German Open 1986 Berlino, Germania Terra rossa Singolare - Doppio             | Steffi Graf Helena Suková 7-5, 6-2                 | Martina Navrátilová Andrea Temesvári | Claudia Kohde Kilsch Hana Mandlíková | Jo Durie Petra Huber Bettina Bunge Andrea Temesvári                 |
| 19 maggio             | WTA Swiss Open 1986 Lugano, Svizzera Terra rossa Singolare - Doppio               | Raffaella Reggi 5-7, 6-3, 7-6                      | Manuela Maleeva                      | Sabrina Goleš Bettina Bunge          | Angelikí Kanellopoúlou Helen Kelesi Terry Phelps Mary Joe Fernández |
| 19 maggio             | WTA Swiss Open 1986 Lugano, Svizzera Terra rossa Singolare - Doppio               | Elise Burgin Betsy Nagelsen 6-2, 6-3               | Jenny Byrne Janine Thompson          | Sabrina Goleš Bettina Bunge          | Angelikí Kanellopoúlou Helen Kelesi Terry Phelps Mary Joe Fernández |
| 26 maggio 2 settimane | Open di Francia 1986 Parigi, Francia Terra rossa Singolare - Doppio - Misto       | Chris Evert-Lloyd 2-6, 6-3, 6-3                    | Martina Navrátilová                  | Hana Mandlíková Helena Suková        | Kathy Rinaldi Mary Joe Fernández Steffi Graf Carling Bassett        |
| 26 maggio 2 settimane | Open di Francia 1986 Parigi, Francia Terra rossa Singolare - Doppio - Misto       | Martina Navrátilová Andrea Temesvári 6-1, 6-2      | Steffi Graf Gabriela Sabatini        | Hana Mandlíková Helena Suková        | Kathy Rinaldi Mary Joe Fernández Steffi Graf Carling Bassett        |
| 26 maggio 2 settimane | Open di Francia 1986 Parigi, Francia Terra rossa Singolare - Doppio - Misto       | Doppio misto: Kathy Jordan Ken Flach 3-6, 7-6, 6-3 | Leslie Allen Mark Edmondson          | Hana Mandlíková Helena Suková        | Kathy Rinaldi Mary Joe Fernández Steffi Graf Carling Bassett        |

## Giugno
| Settimana             | Torneo                                                                                    | Vincitrici                                    | Finaliste                           | Semifinaliste                       | Eliminate ai quarti                                            |
| --------------------- | ----------------------------------------------------------------------------------------- | --------------------------------------------- | ----------------------------------- | ----------------------------------- | -------------------------------------------------------------- |
| 9 giugno              | DFS Classic 1986 Birmingham, Gran Bretagna Erba Singolare - Doppio                        | Pam Shriver 6-2, 7-6                          | Manuela Maleeva                     | Larisa Neiland Kathy Rinaldi        | Etsuko Inoue Ann Henricksson Alycia Moulton Molly van Nostrand |
| 9 giugno              | DFS Classic 1986 Birmingham, Gran Bretagna Erba Singolare - Doppio                        | Elise Burgin Rosalyn Fairbank 6-2, 6-4        | Elizabeth Smylie Wendy Turnbull     | Larisa Neiland Kathy Rinaldi        | Etsuko Inoue Ann Henricksson Alycia Moulton Molly van Nostrand |
| 16 giugno             | International Women's Open 1986 Eastbourne, Gran Bretagna Erba Singolare - Doppio         | Martina Navrátilová 3-6, 6-3, 6-4             | Helena Suková                       | Claudia Kohde Kilsch Robin White    | Etsuko Inoue Zina Garrison Larisa Neiland Gabriela Sabatini    |
| 16 giugno             | International Women's Open 1986 Eastbourne, Gran Bretagna Erba Singolare - Doppio         | Martina Navrátilová Pam Shriver 6-2, 6-4      | Claudia Kohde Kilsch Helena Suková  | Claudia Kohde Kilsch Robin White    | Etsuko Inoue Zina Garrison Larisa Neiland Gabriela Sabatini    |
| 23 giugno 2 settimane | Torneo di Wimbledon 1986 Wimbledon, Londra, Gran Bretagna Erba Singolare - Doppio - Misto | Martina Navrátilová 7-6, 6-3                  | Hana Mandlíková                     | Gabriela Sabatini Chris Evert-Lloyd | Bettina Bunge Catarina Lindqvist Lori McNeil Helena Suková     |
| 23 giugno 2 settimane | Torneo di Wimbledon 1986 Wimbledon, Londra, Gran Bretagna Erba Singolare - Doppio - Misto | Martina Navrátilová Pam Shriver 6-1, 6-3      | Hana Mandlíková Wendy Turnbull      | Gabriela Sabatini Chris Evert-Lloyd | Bettina Bunge Catarina Lindqvist Lori McNeil Helena Suková     |
| 23 giugno 2 settimane | Torneo di Wimbledon 1986 Wimbledon, Londra, Gran Bretagna Erba Singolare - Doppio - Misto | Doppio misto: Kathy Jordan Ken Flach 6-3, 7-6 | Martina Navrátilová Heinz Günthardt | Gabriela Sabatini Chris Evert-Lloyd | Bettina Bunge Catarina Lindqvist Lori McNeil Helena Suková     |

## Luglio
| Settimana | Torneo | Vincitrici                                   | Finaliste                         | Semifinaliste                 | Eliminate ai quarti                                            |
| --------- | --- | -------------------------------------------- | --------------------------------- | ----------------------------- | -------------------------------------------------------------- |
| 7 luglio  | Ellesse Grand Prix 1986 Perugia, Italia Singolare - Doppio                                                    | Nathalie Herreman 6-2, 6-4                   | Csilla Bartos-Cserepy             | Sabrina Goleš Laura Garrone   | Isabel Cueto Ivanna Madruga-Osses Lorenza Jachia Bettina Fulco |
| 7 luglio  | Ellesse Grand Prix 1986 Perugia, Italia Singolare - Doppio                                                    | Carin Bakkum Nicole Jagerman 6-4, 6-4        | Csilla Bartos-Cserepy Amy Holton  | Sabrina Goleš Laura Garrone   | Isabel Cueto Ivanna Madruga-Osses Lorenza Jachia Bettina Fulco |
| 14 luglio | Hall of Fame Tennis Championships 1986 Newport, USA Erba Singolare - Doppio                                   | Pam Shriver 6-4, 6-2                         | Lori McNeil                       | Cammy MacGregor Anne White    | Cláudia Monteiro Wendy White Adriana Villagrán Terry Holladay  |
| 14 luglio | Hall of Fame Tennis Championships 1986 Newport, USA Erba Singolare - Doppio                                   | Terry Holladay Heather Ludloff 6-1, 6-7, 6-3 | Cammy MacGregor Gretchen Magers   | Cammy MacGregor Anne White    | Cláudia Monteiro Wendy White Adriana Villagrán Terry Holladay  |
| 14 luglio | WTA Austrian Open 1986 Bregenz, Austria Terra Singolare - Doppio                                              | Sandra Cecchini 6-4 6-0                      | Mariana Pérez-Roldán              |                               |                                                                |
| 14 luglio | WTA Austrian Open 1986 Bregenz, Austria Terra Singolare - Doppio                                              | Petra Huber Petra Keppeler 6–2, 6–4          | Sabrina Goleš Tine Scheuer-Larsen |                               |                                                                |
| 21 luglio | Northern California Open 1986 (Berkeley North Face Open) Berkeley, California, USA Cemento Singolare - Doppio | Melissa Gurney 6-1 6-3                       | Barbara Gerken                    |                               |                                                                |
| 21 luglio | Northern California Open 1986 (Berkeley North Face Open) Berkeley, California, USA Cemento Singolare - Doppio | Beth Herr Alycia Moulton 6–1, 6–2            | Amy Holton Elna Reinach           |                               |                                                                |
| 28 luglio | San Diego Open 1986 San Diego, Stati Uniti Cemento Singolare - Doppio                                         | Melissa Gurney 6-2, 6-4                      | Stephanie Rehe                    | Kate Gompert Caroline Kuhlman | Kathy Jordan Betsy Nagelsen Dinky Van Rensburg Debbie Spence   |
| 28 luglio | San Diego Open 1986 San Diego, Stati Uniti Cemento Singolare - Doppio                                         | Beth Herr Alycia Moulton 5-7, 6-2, 6-4       | Elise Burgin Rosalyn Fairbank     | Kate Gompert Caroline Kuhlman | Kathy Jordan Betsy Nagelsen Dinky Van Rensburg Debbie Spence   |

## Agosto
| Settimana             | Torneo                                                                               | Vincitrici                                          | Finaliste                          | Semifinaliste                  | Eliminate ai quarti                                                  |
| --------------------- | ------------------------------------------------------------------------------------ | --------------------------------------------------- | ---------------------------------- | ------------------------------ | -------------------------------------------------------------------- |
| 4 agosto              | Canada Open 1986 Montréal, Canada Cemento Singolare - Doppio                         | Helena Suková 6-2, 7-5                              | Pam Shriver                        | Rosalyn Fairbank Zina Garrison | Raffaella Reggi Marianne Werdel Catarina Lindqvist Kathy Jordan      |
| 4 agosto              | Canada Open 1986 Montréal, Canada Cemento Singolare - Doppio                         | Zina Garrison Gabriela Sabatini 7-6, 5-7, 6-4       | Pam Shriver Helena Suková          | Rosalyn Fairbank Zina Garrison | Raffaella Reggi Marianne Werdel Catarina Lindqvist Kathy Jordan      |
| 11 agosto             | East West Bank Classic 1986 Los Angeles, Stati Uniti Cemento Singolare - Doppio      | Martina Navrátilová 7-6, 6-3                        | Chris Evert-Lloyd                  | Helena Suková Pam Shriver      | Zina Garrison Claudia Kohde Kilsch Gabriela Sabatini Manuela Maleeva |
| 11 agosto             | East West Bank Classic 1986 Los Angeles, Stati Uniti Cemento Singolare - Doppio      | Martina Navrátilová Pam Shriver 6-4, 6-3            | Claudia Kohde Kilsch Helena Suková | Helena Suková Pam Shriver      | Zina Garrison Claudia Kohde Kilsch Gabriela Sabatini Manuela Maleeva |
| 18 agosto             | WTA New Jersey 1986 Mahwah, Stati Uniti Cemento Singolare - Doppio                   | Steffi Graf 7-5, 6-1                                | Molly van Nostrand                 | Jo Durie Monica Reinach        | Isabelle Demongeot Sara Gomer Regina Maršíková Helena Suková         |
| 18 agosto             | WTA New Jersey 1986 Mahwah, Stati Uniti Cemento Singolare - Doppio                   | Betsy Nagelsen Elizabeth Smylie 7-6, 6-3            | Steffi Graf Helena Suková          | Jo Durie Monica Reinach        | Isabelle Demongeot Sara Gomer Regina Maršíková Helena Suková         |
| 26 agosto 2 settimane | US Open 1986 Flushing Meadows, New York City, USA Cemento Singolare - Doppio - Misto | Martina Navrátilová 6-3, 6-2                        | Helena Suková                      | Steffi Graf Chris Evert-Lloyd  | Pam Shriver Bonnie Gadusek Wendy Turnbull Manuela Maleeva            |
| 26 agosto 2 settimane | US Open 1986 Flushing Meadows, New York City, USA Cemento Singolare - Doppio - Misto | Martina Navrátilová Pam Shriver 6-4, 3-6, 6-3       | Hana Mandlíková Wendy Turnbull     | Steffi Graf Chris Evert-Lloyd  | Pam Shriver Bonnie Gadusek Wendy Turnbull Manuela Maleeva            |
| 26 agosto 2 settimane | US Open 1986 Flushing Meadows, New York City, USA Cemento Singolare - Doppio - Misto | Doppio misto: Raffaella Reggi Sergio Casal 6-4, 6-4 | Martina Navrátilová Peter Fleming  | Steffi Graf Chris Evert-Lloyd  | Pam Shriver Bonnie Gadusek Wendy Turnbull Manuela Maleeva            |

## Settembre
| Settimana    | Torneo                                                                                  | Vincitrici                                         | Finaliste                             | Semifinaliste                       | Eliminate ai quarti                                                           |
| ------------ | --------------------------------------------------------------------------------------- | -------------------------------------------------- | ------------------------------------- | ----------------------------------- | ----------------------------------------------------------------------------- |
| 8 settembre  | Toray Pan Pacific Open 1986 Tokyo, Giappone Sintetico (indoor) Singolare - Doppio       | Steffi Graf 6-4, 6-2                               | Manuela Maleeva                       | Catherine Tanvier Bettina Bunge     | Wendy White Katerina Maleeva Robin White Melissa Gurney                       |
| 8 settembre  | Toray Pan Pacific Open 1986 Tokyo, Giappone Sintetico (indoor) Singolare - Doppio       | Bettina Bunge Steffi Graf 6-1, 6-7, 6-2            | Katerina Maleeva Manuela Maleeva      | Catherine Tanvier Bettina Bunge     | Wendy White Katerina Maleeva Robin White Melissa Gurney                       |
| 15 settembre | Athens Trophy 1986 Atene, Grecia Cemento Singolare - Doppio                             | Sylvia Hanika 7-5, 6-1                             | Angelikí Kanellopoúlou                | Laura Garrone Mariana Pérez-Roldán  | Isabel Cueto Julia Polz Carolin Drescher Federica Bonsignori                  |
| 15 settembre | Athens Trophy 1986 Atene, Grecia Cemento Singolare - Doppio                             | Isabel Cueto Arantxa Sánchez Vicario 3-6, 6-3, 6-4 | Anne-Karin Olsson Lisa O'Neil         | Laura Garrone Mariana Pérez-Roldán  | Isabel Cueto Julia Polz Carolin Drescher Federica Bonsignori                  |
| 15 settembre | Eckerd Tennis Open 1986 Tampa, USA Terra Singolare - Doppio                             | Lori McNeil 6-1, 7-6                               | Zina Garrison                         | Terry Phelps Michelle Torres        | Elise Burgin Mary Joe Fernández Marianne Werdel Kate Gompert                  |
| 15 settembre | Eckerd Tennis Open 1986 Tampa, USA Terra Singolare - Doppio                             | Gigi Fernández Kim Sands 6-3, 6-2                  | Betsy Nagelsen Wendy Turnbull         | Terry Phelps Michelle Torres        | Elise Burgin Mary Joe Fernández Marianne Werdel Kate Gompert                  |
| 22 settembre | Virginia Slims of Tulsa 1986 Tulsa, USA Cemento Singolare - Doppio                      | Lori McNeil 6-0, 6-1                               | Beth Herr                             | Dinky Van Rensburg Mary Lou Daniels | Tina Mochizuki Peanut Louie-Harper Wendy White Janine Tremelling              |
| 22 settembre | Virginia Slims of Tulsa 1986 Tulsa, USA Cemento Singolare - Doppio                      | Svetlana Černeva Larisa Neiland 6-4, 6-4           | Candy Reynolds Paula Smith            | Dinky Van Rensburg Mary Lou Daniels | Tina Mochizuki Peanut Louie-Harper Wendy White Janine Tremelling              |
| 29 settembre | Virginia Slims of New Orleans 1986 New Orleans, USA Sintetico indoor Singolare - Doppio | Martina Navrátilová 6-1, 4-6, 6-2                  | Pam Shriver                           | Zina Garrison Gabriela Sabatini     | Terry Phelps Wendy Turnbull Laura Gildemeister Kate Gompert                   |
| 29 settembre | Virginia Slims of New Orleans 1986 New Orleans, USA Sintetico indoor Singolare - Doppio | Candy Reynolds Paula Smith 6-3, 3-6, 6-3           | Svetlana Černeva Larisa Neiland       | Zina Garrison Gabriela Sabatini     | Terry Phelps Wendy Turnbull Laura Gildemeister Kate Gompert                   |
| 29 settembre | Hilversum Trophy 1986 Hilversum, Paesi Bassi Terra Singolare - Doppio                   | Helena Suková 6-2, 7-5                             | Catherine Tanvier                     | Raffaella Reggi Sylvia Hanika       | Nathalie Herreman Christiane Jolissaint Nicole Muns-Jagerman Nathalie Tauziat |
| 29 settembre | Hilversum Trophy 1986 Hilversum, Paesi Bassi Terra Singolare - Doppio                   | Kathy Jordan Helena Suková 6-3, 3-6, 6-4           | Tine Scheuer-Larsen Catherine Tanvier | Raffaella Reggi Sylvia Hanika       | Nathalie Herreman Christiane Jolissaint Nicole Muns-Jagerman Nathalie Tauziat |

## Ottobre
| Settimana  | Torneo                                                                                    | Vincitrici                                     | Finaliste                        | Semifinaliste                      | Eliminate ai quarti                                          |
| ---------- | ----------------------------------------------------------------------------------------- | ---------------------------------------------- | -------------------------------- | ---------------------------------- | ------------------------------------------------------------ |
| 6 ottobre  | Open di Zurigo 1986 Zurigo, Svizzera Sintetico indoor Singolare - Doppio                  | Steffi Graf 4-6, 6-2, 6-4                      | Helena Suková                    | Eva Pfaff Lori McNeil              | Stephanie Rehe Grace Kim Laura Gildemeister Zina Garrison    |
| 6 ottobre  | Open di Zurigo 1986 Zurigo, Svizzera Sintetico indoor Singolare - Doppio                  | Steffi Graf Gabriela Sabatini 6-3, 6-1         | Katerina Maleeva Manuela Maleeva | Eva Pfaff Lori McNeil              | Stephanie Rehe Grace Kim Laura Gildemeister Zina Garrison    |
| 6 ottobre  | Taiwan Open 1986 Taiwan, Taiwan Sintetico indoor Singolare - Doppio                       | Patricia Hy 6-7, 6-2, 6-3                      | Adriana Villagrán                | Barbara Gerken Wiltrud Probst      | Helen Kelesi Gigi Fernández Hu Na Susan Leo                  |
| 6 ottobre  | Taiwan Open 1986 Taiwan, Taiwan Sintetico indoor Singolare - Doppio                       | Lea Antonoplis Barbara Gerken 4-6, 6-4, 6-2    | Sandy Collins Sharon Walsh       | Barbara Gerken Wiltrud Probst      | Helen Kelesi Gigi Fernández Hu Na Susan Leo                  |
| 13 ottobre | Japan Open Tennis Championships 1986 Tokyo, Giappone Cemento Singolare - Doppio           | Helen Kelesi 6-2, 6-2                          | Bettina Fulco                    | Masako Yanagi Beth Herr            | Gigi Fernández Etsuko Inoue Kumiko Okamoto Neige Dias        |
| 13 ottobre | Japan Open Tennis Championships 1986 Tokyo, Giappone Cemento Singolare - Doppio           | Susan Mascarin Betsy Nagelsen 7-5, 5-7, 6-3    | Lea Antonoplis Barbara Gerken    | Masako Yanagi Beth Herr            | Gigi Fernández Etsuko Inoue Kumiko Okamoto Neige Dias        |
| 13 ottobre | Porsche Tennis Grand Prix 1986 Filderstadt, Germania Sintetico indoor Singolare - Doppio  | Martina Navrátilová 6-2, 6-3                   | Hana Mandlíková                  | Pam Shriver Gabriela Sabatini      | Catarina Lindqvist Ann Henricksson Robin White Zina Garrison |
| 13 ottobre | Porsche Tennis Grand Prix 1986 Filderstadt, Germania Sintetico indoor Singolare - Doppio  | Martina Navrátilová Pam Shriver 6-2, 6-3       | Bettina Bunge Catarina Lindqvist | Pam Shriver Gabriela Sabatini      | Catarina Lindqvist Ann Henricksson Robin White Zina Garrison |
| 20 ottobre | Brighton International 1986 Brighton, Gran Bretagna Sintetico (indoor) Singolare - Doppio | Steffi Graf 6-3, 6-3                           | Catarina Lindqvist               | Rosalyn Fairbank Bettina Bunge     | Robin White Jo Durie Claudia Kohde Kilsch Helena Suková      |
| 20 ottobre | Brighton International 1986 Brighton, Gran Bretagna Sintetico (indoor) Singolare - Doppio | Steffi Graf Helena Suková 6-2, 6-4             | Alycia Moulton Robin White       | Rosalyn Fairbank Bettina Bunge     | Robin White Jo Durie Claudia Kohde Kilsch Helena Suková      |
| 20 ottobre | Singapore Open 1986 Singapore, Singapore Cemento indoor Singolare - Doppio                | Gigi Fernández 6–4, 2–6, 6–4                   | Mercedes Paz                     | Patricia Hy-Boulais Nicole Bradtke | Helen Kelesi Maria Lindström Akiki Kijimuta Manon Bollegraf  |
| 20 ottobre | Singapore Open 1986 Singapore, Singapore Cemento indoor Singolare - Doppio                | Anna-Maria Fernández Julie Richardson 6-3, 6-2 | Sandy Collins Sharon Walsh       | Patricia Hy-Boulais Nicole Bradtke | Helen Kelesi Maria Lindström Akiki Kijimuta Manon Bollegraf  |
| 27 ottobre | Virginia Slims of Indianapolis 1986 Indianapolis, USA Cemento indoor Singolare - Doppio   | Zina Garrison 6-3, 6-3                         | Melissa Gurney                   | Barbara Potter Dianne Balestrat    | Wendy Prausa Susan Sloane-Lundy Ginny Purdy Kim Shaefer      |
| 27 ottobre | Virginia Slims of Indianapolis 1986 Indianapolis, USA Cemento indoor Singolare - Doppio   | Zina Garrison Lori McNeil 4-5, ret.            | Candy Reynolds Anne Smith        | Barbara Potter Dianne Balestrat    | Wendy Prausa Susan Sloane-Lundy Ginny Purdy Kim Shaefer      |

## Novembre
| Settimana   | Torneo                                                                                       | Vincitrici                                       | Finaliste                              | Semifinaliste                  | Eliminate ai quarti                                                   |
| ----------- | -------------------------------------------------------------------------------------------- | ------------------------------------------------ | -------------------------------------- | ------------------------------ | --------------------------------------------------------------------- |
| 3 novembre  | Virginia Slims of Arkansas 1986 Little Rock, USA Sintetico indoor Singolare - Doppio         | Kathy Rinaldi 6-4, 6-7, 6-0                      | Nataša Zvereva                         | Silke Meier Neige Dias         | Marianne Werdel Elizabeth Minter Beth Herr Ann Henricksson            |
| 3 novembre  | Virginia Slims of Arkansas 1986 Little Rock, USA Sintetico indoor Singolare - Doppio         | Iva Budařová Beth Herr 6-4, 6-4                  | Lea Antonoplis Cláudia Monteiro        | Silke Meier Neige Dias         | Marianne Werdel Elizabeth Minter Beth Herr Ann Henricksson            |
| 3 novembre  | Virginia Slims of New England novembre 1986 Worcester, USA Cemento indoor Singolare - Doppio | Martina Navrátilová 6-2, 6-2                     | Hana Mandlíková                        | Pam Shriver Bettina Bunge      | Gabriela Sabatini Alycia Moulton Helena Suková Lori McNeil            |
| 3 novembre  | Virginia Slims of New England novembre 1986 Worcester, USA Cemento indoor Singolare - Doppio | Martina Navrátilová Pam Shriver 6-2, 6-2         | Rosalyn Fairbank Candy Reynolds        | Pam Shriver Bettina Bunge      | Gabriela Sabatini Alycia Moulton Helena Suková Lori McNeil            |
| 10 novembre | Puerto Rico Open 1986 San Juan, Porto Rico Cemento Singolare - Doppio                        | Raffaella Reggi 7-6, 4-6, 6-3                    | Sabrina Goleš                          | Gigi Fernández Marianne Werdel | Lori McNeil Silke Meier Camille Benjamin Carolin Drescher             |
| 10 novembre | Puerto Rico Open 1986 San Juan, Porto Rico Cemento Singolare - Doppio                        | Gigi Fernández Robin White 6-2, 6-4              | Mary Lou Daniels Paula Smith           | Gigi Fernández Marianne Werdel | Lori McNeil Silke Meier Camille Benjamin Carolin Drescher             |
| 10 novembre | Ameritech Cup 1986 Chicago, USA Sintetico indoor Singolare - Doppio                          | Martina Navrátilová 7-5, 7-5                     | Hana Mandlíková                        | Zina Garrison Pam Shriver      | Gabriela Sabatini Katerina Maleeva Kathy Rinaldi Claudia Kohde Kilsch |
| 10 novembre | Ameritech Cup 1986 Chicago, USA Sintetico indoor Singolare - Doppio                          | Claudia Kohde Kilsch Helena Suková 6-2, 1-6, 6-0 | Catarina Lindqvist Tine Scheuer-Larsen | Zina Garrison Pam Shriver      | Gabriela Sabatini Katerina Maleeva Kathy Rinaldi Claudia Kohde Kilsch |
| 17 novembre | Virginia Slims Championships novembre 1986 New York, USA Sintetico indoor Singolare - Doppio | Martina Navrátilová 7–6(6), 6-3, 6-2             | Steffi Graf                            | Pam Shriver Helena Suková      | Bettina Bunge Hana Mandlíková Claudia Kohde Kilsch Manuela Maleeva    |
| 17 novembre | Virginia Slims Championships novembre 1986 New York, USA Sintetico indoor Singolare - Doppio | Martina Navrátilová Pam Shriver 7–6(1), 6-3      | Claudia Kohde Kilsch Helena Suková     | Pam Shriver Helena Suková      | Bettina Bunge Hana Mandlíková Claudia Kohde Kilsch Manuela Maleeva    |

## Dicembre
Nessun evento